# 訴訟の終了
訴訟の終了（そしょうのしゅうりょう）とは、訴訟が裁判所に係属しない状態になることをいう。
訴訟の終了原因には、以下のものがある。

## 民事訴訟の終了原因
民事訴訟における訴訟の終了原因には、大きく分けて裁判所の判断による終局判決と、当事者の行為による終了に分けられる。
- 終局判決

裁判所の判断である裁判のうち判決、特に終局判決がなされると訴訟は終了する。
- 当事者の行為による終了
民事訴訟においては処分権主義がみとめられるため、当事者の意思による訴訟の終了が認められる。
  - 訴えの取下げ
  - 請求の放棄
  - 請求の認諾
  - 訴訟上の和解